# Myrteta conspicua
Myrteta conspicua là một loài bướm đêm trong họ Geometridae.